# Baie-Comeau
Baie-Comeau – miasto w Kanadzie, w prowincji Quebec, w regionie Côte-Nord i MRC Manicouagan. Miasto zostało nazwane na cześć Napoléona-Alexandre'a Comeau, badacza pochodzącego z regionu Côte-Nord.
Liczba mieszkańców Baie-Comeau wynosi 22 554. Język francuski jest językiem ojczystym dla 98,2%, angielski dla 0,7% mieszkańców (2006).
W mieście rozwinął się przemysł papierniczy, drzewny oraz hutniczy.

## Sport
- Baie-Comeau Drakkar – juniorski klub hokejowy grający w lidze LHJMQ.